# بيرمان

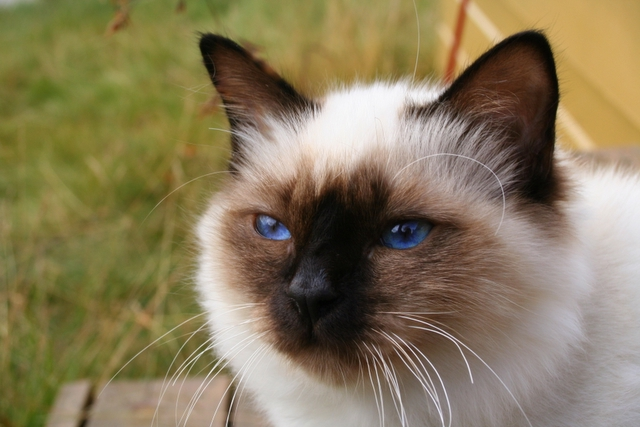

بِرمَن أو بِرمان أو (بالإنجليزية: Birman)‏ (نقحرة: بيرمان) يُعرف هذا القط أيضاً باسم قط بورما المقدس. وهو قط كبير طويل قوي ممتلئ الجسم، وشعره طويل حريري الملمس، ذهبي اللون؛ وتوجد أسطورة حول اكتساب هذا القط للونه تقول: كان في الزمن القديم لحراس معبد لاوتسون Lao Tsun قططٌ صفر العيون ذوات شعر طويل.
أمّا التاريخ الحديث لقط برمان، فيكسوه الغموض شأنه في ذلك شأن أصله. والثابت تاريخياً أنه هُرِّب من بورما في عام 1919 ذكر وأنثى من هذا النوع من القطط إلى فرنسا ولم يتحمل الذكر مشاق هذه الرحلة الطويلة، ولكن الأنثى (المسماة سيتا Sita ) عاشت، وكانت حبلى لحسن الحظ. 
وقد اعترفت السجلات الفرنسية بقط برمان كسلالة خاصة في عام 1925. وعقب انتهاء الحرب العالمية الثانية، كان يوجد قطان فقط من هذا النوع في كل أوروبا. وقد تطلب إعادة تنمية هذه السلالة برنامجاً علمياً خاصاً.

## معرض صور

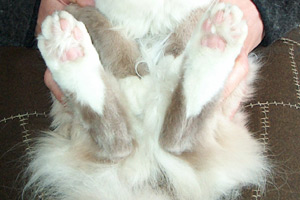
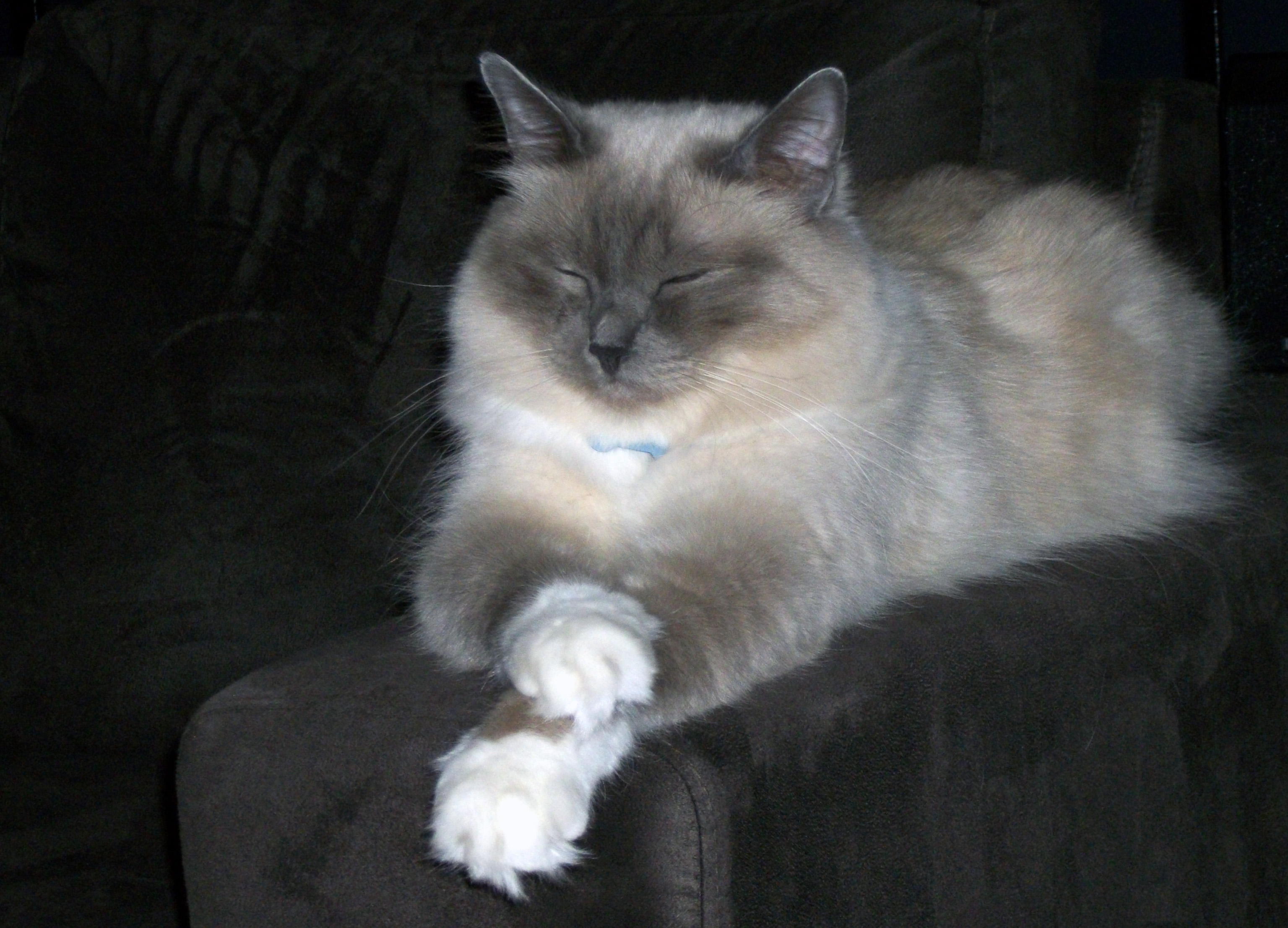
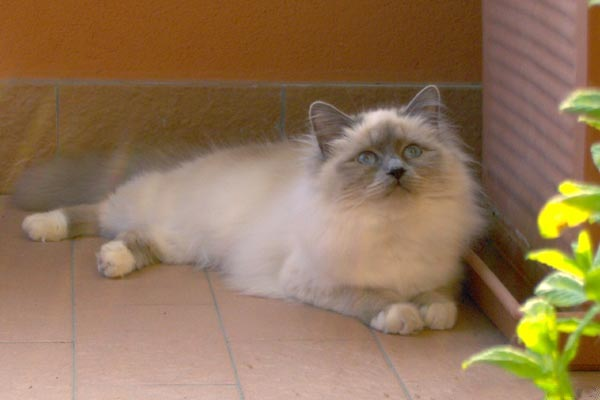